# Pietro Metastasio

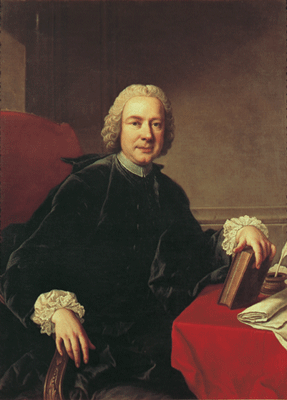
Pietro Metastasio.

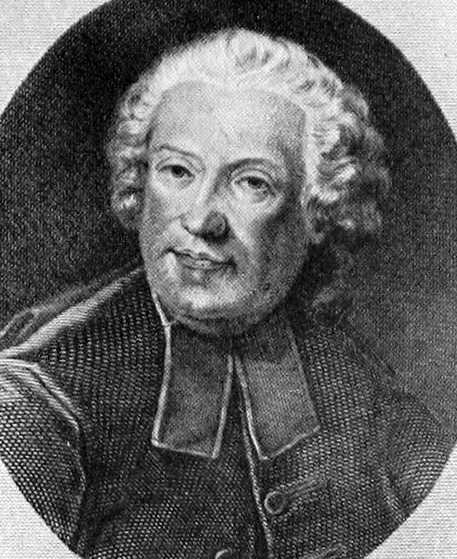
Pietro Metastasio.

Pietro Antonio Domenico Bonaventura Metastasio, född 13 januari 1698 i Rom, död 12 april 1782 i Wien, var en italiensk skald.

## Biografi
Metastasio härstammade från en fattig familj och väckte under barnaåren uppseende genom sin improvisationstalang. En av Accademia d'Arcadias stiftare, rättshistorikern Vincenzo Gravina, gav den medellöse pojken en lärd uppfostran och fick honom att översätta sitt familjenamn Trapassi till det grekiska Metastasio. Redan vid 14 års ålder skrev han sin första tragedi, Giustino. Efter Gravinas död ärvde han dennes förmögenhet, vilken han emellertid snart förslösade dels i Rom, dels i Neapel, där han levde tillsammans med den berömda operasångerskan Marianna Bulgarelli, kallad La romanina. Vid denna tid började Metastasio dikta operor, slog igenom med den 1724 uppförda Didone abbandonata och vann genom sina närmast följande operor, Siroe, Catone, Ezio, Artaserse, Semiramide och Alessandro en sådan berömmelse, att han 1729 kallades till Wien som hovpoet efter Apostolo Zeno. Han innehade denna syssla ända till sin död, stod högt i gunst och förhärligade hovets och kyrkans fester med kantater, oratorier och operatexter, till vilka samtidens berömdaste kompositörer komponerade musiken. 
Hans bästa tid som librettoförfattare infaller under hans Wientid, då han skrev Adriano, Demoifonte, Olimpiade, Clemenza di Tito, Achille in Sciro, Temistocle och Attilio Regolo. Det av Zeno utbildade lyriska dramat fördes av Metastasio till sin höjdpunkt. Ämnena är vanligtvis lånade från antiken, händelsen utgörs av en kärleksintrig, sentimental, invecklad och ofta onaturlig. Under hela 1700-talet åtnjöt Metastasio ett oerhört anseende. Ännu idag beundras han, särskilt i sitt hemland, på grund av sin rena och klara diktion, versens smältande välljud och den utomordentliga skicklighet, varmed han förstod att förmäla den dramatiska handlingen med den musikaliska harmonin och rytmen. Men han har ansetts sakna kraft, djupare originalitet och naturlighet. 
Han har efterlämnat ett sextiotal lyriska tragedier och operatexter av andra slag jämte ett stort antal kantater, oratorier, canzonetter, sonetter, elegier m.m. Tidens yppersta kompositörer Pergolesi, Durante, Jomelli, Leo, Paisiello, Hasse, Porpora, Scarlatti, Gluck tävlade att sätta musik till hans verk. Till ett av hans bästa, Clemenza di Tito (Titus godhet, 1818; "Titus", uppförd i Stockholm 1823), komponerade Mozart musiken. 
Den bästa upplagan av Metastasios verk utgavs av Pezzana (Paris 1780–1782), Opere postume utgavs 1795 (många senare upplagor, till exempel 1820 och 1826). En samling av hans brev utgavs av Giosuè Carducci 1883, en annan av Camillo Antona Traversi 1886 (med biografi). 